# Goughgors
De goughgors (Rowettia goughensis) is een zangvogel uit de familie van de Thraupidae (tangaren). Het is een ernstig bedreigde, endemische vogelsoort van het eiland Gough, dat 410 km van Tristan da Cunha in de zuidelijke Atlantische Oceaan ligt.

## Kenmerken
De vogel is 23 tot 26 cm lang. Het is een wat plompe, olijfkleurige, vinkachtige vogel met een relatief lange snavel. Het mannetje is dof olijfgroen gekleurd  met een zwart befje onder de snavel en een zwarte teugel (tussen snavel en oog), met daarboven een smalle, bleekgele wenkbrauwstreep en dito oogring. De snavel is bijna zwart en de poten zijn donkergrijs. Het vrouwtje is gemiddeld kleiner en veel doffer gekleurd met meer bruingrijs in het verenkleed.

## Verspreiding en leefgebied
De soort komt alleen voor op het eiland Gough. Het leefgebied bestaat uit graslanden met grote pollen (tussock grass) en heide met een rotsige ondergrond tot op 800 m boven zeeniveau, maar ook in terrein dat met varens begroeid is. De vogel broedt op de grond in deze dichte vegetatie.

## Status
De goughgors wordt waarschijnlijk bedreigd door de aanwezigheid van huismuizen. De huismuis is een invasieve soort op het eiland. De huismuizen hebben zich, bij gebrek aan concurrentie van andere zoogdieren, zodanig aangepast dat ze de belangrijkste predator van jonge vogels zijn geworden. Ze zijn in staat gebleken kuikens van grote zeevogels, met een 300 maal groter gewicht te kunnen doden. Dit is waarschijnlijk de belangrijkste oorzaak dat de gough-eilandgorzen zo sterk in aantal zijn afgenomen en dat daardoor de kans op uitsterven zeer groot is. De grootte van de populatie werd in 2007 door BirdLife International geschat op 1000 individuen. Tussen 1990 en 2007 halveerde het populatie-aantal. en de populatie-aantallen nemen verder af. Om deze redenen staat deze soort als ernstig bedreigd (kritiek) op de Rode Lijst van de IUCN.